# U2 Go Home: Live from Slane Castle
U2 Go Home: Live from Slane Castle é um álbum de vídeo lançado pela banda de rock irlandesa U2 durante a turnê  européia Elevation Tour. Gravado em 1 de setembro de 2001 em Slane Castle em parada com a banda em County Meath, na Irlanda, foi lançado em DVD em 17 de novembro de 2003. Embora os concertos no Slane Castle sejam tradicionalmente realizado uma vez por ano, o U2 fez dois shows. Este foi o último show da primeira etapa da Elevation Tour.
O filme foi o segundo de dois lançamentos de concertos da turnê, precedida em 2001, da Elevation 2001: Live from Boston.
O show apresenta a banda tocando no Slane com um público de mais de 180 000 espectadores, o segundo dos dois concertos disputados no Slane Castle na Elevation Tour. As apresentações foram a primeira da banda no Slane desde 1981, quando eles abriram o show para a banda Thin Lizzy. Bono havia perdido seu pai para o câncer alguns dias antes do concerto. Sua primeira noite no Slane foi um dia após o sepultamento de seu pai. Bono também dedica a canção "Kite" a seu falecido pai.
U2 Go Home foi filmado no sábado, em 1 de setembro de 2001, no mesmo dia em que a seleção irlandesa deu um grande passo para classificar-se à Copa do Mundo FIFA de 2002. Neste dia, ela derrotou os tradicionais Países Baixos, que se desclassificaram com o resultado, a garantir os irlandeses pelo menos na repescagem contra uma seleção da Ásia (que foi o Irã). O jogo de futebol, mostrado para a multidão antes do concerto, soma-se ao ar festivo. Durante a finalização de "Beautiful Day", Bono grita: "Beautiful goal". E em meio a "New Year's Day", o vocalista ergue a bandeira da Irlanda e pede à plateia: "Close your eyes and imagine it's Jason McAteer" ("fechem seus olhos e imaginem que é Jason McAteer"), em alusão ao autor do gol daquela vitória.
O DVD inclui um documentário com o "making of" do álbum The Unforgettable Fire (parte do que foi gravado no salão de baile do castelo) e uma faixa bônus, "Mysterious Ways" (deixado de fora do setlist do DVD, porque não se "encaixaria" no perfil do DVD). Foi realizado entre as canções "Where the Streets Have No Name" e "Pride (In the Name of Love)". Todas as músicas executadas naquela noite (exceto "Mysterious Ways") aparecem íntegras e em ordem.
O DVD apresenta o concerto nos formatos de áudio no PCM Stereo, Dolby Digital 5.1 e DTS 5.1.

## Lista de faixas
| Críticas profissionais | Críticas profissionais |
| Avaliações da crítica  | Avaliações da crítica  |
| Fonte                  | Avaliação              |
| ---------------------- | ---------------------- |
| Allmusic               | [ 1 ]                  |
| Entertainment Weekly   | B+                     |
| The Music Box          | [ 3 ]                  |
| PopMatters             | (muito favorável)      |
| Rolling Stone          | [ 5 ]                  |

1. "Elevation"
2. "Beautiful Day"
3. "Until the End of the World"
4. "New Year's Day"
5. "Out of Control"
6. "Sunday Bloody Sunday"
7. "Wake Up Dead Man"
8. "Stuck in a Moment You Can't Get Out Of"
9. "Kite"
10. "Angel of Harlem"
11. "Desire"
12. "Staring at the Sun"
13. "All I Want Is You"
14. "Where the Streets Have No Name"
15. "Pride (In the Name of Love)"
16. "Bullet the Blue Sky"
17. "With or Without You"
18. "One"
19. "Walk On"

Faixas bônus
1. "Mysterious Ways"

- The Making de The Unforgettable Fire

## Gráficos e certificações
| País/Parada (2003–2005)                     | Melhor posição |
| ------------------------------------------- | -------------- |
| Alemanha (Media Control Charts)             | 42             |
| Austrália (ARIA Charts)                     | 1              |
| Áustria (Ö3 Austria Top 40)                 | 2              |
| Bélgica (Ultratop 50 Flandres)              | 2              |
| Bélgica (Ultratop 40 Valônia)               | 5              |
| Dinamarca (Hitlisten)                       | 1              |
| Espanha (PROMUSICAE)                        | 2              |
| Estados Unidos (Billboard Top Music Videos) | 8              |
| Holanda (MegaCharts)                        | 1              |
| Itália (FIMI)                               | 2              |
| Japão (Oricon)                              | 49             |
| Noruega (VG-lista)                          | 1              |
| Nova Zelândia (RIANZ)                       | 1              |
| Portugal (AFP)                              | 3              |
| Reino Unido (UK Music Videos)               | 1              |
| Suécia (Sverigetopplistan)                  | 2              |
| Suíça (Schweizer Hitparade)                 | 25             |

| Argentina (CAPIF) | Platina    | 8.000x   |
| Austrália (ARIA) | 7× Platina | 105.000^ |
| Brasil (Pro-Música Brasil) | Diamante   | 100.000* |
| Espanha (PROMUSICAE) | Ouro       | 10.000*  |
| França (SNEP) | Ouro       | 100.000* |
| México (AMPROFON) | Platina    | 20.000^  |
| Nova Zelândia (RIANZ) | 2× Platina | 10.000x  |
| Portugal (AFP) | 2× Platina | 24.000x  |
| Reino Unido (BPI) | 2× Platina | 100.000x |
| * Números de vendas com base em certificação individual ^ Valores enviados com base em certificação individual x Números não especificados com base em certificação individual |            |          |

## Edição limitada
Esta edição em CD foi lançado em novembro de 2007, voltado exclusivamente aos fãs e assinantes do site oficial da banda, U2.com.

### Disco 1
1. "Elevation" (do álbum All That You Can't Leave Behind) – 4:59
2. "Beautiful Day" (do álbum All That You Can't Leave Behind) – 4:24
3. "Until the End of the World" (do álbum Achtung Baby) – 5:17
4. "New Year's Day" (do álbum War) – 4:53
5. "Out of Control" (do álbum Boy) – 5:54
6. "Sunday Bloody Sunday" (do álbum War) – 7:14
7. "Wake Up Dead Man" (do álbum Pop) – 2:02
8. "Stuck in a Moment You Can't Get Out Of" (do álbum All That You Can't Leave Behind) – 5:40
9. "Kite" (do álbum All That You Can't Leave Behind) – 5:23
10. "Angel of Harlem" (do álbum Rattle and Hum) – 3:55
11. "Desire" (do álbum Rattle and Hum) – 3:29

### Disco 2
1. "Staring at the Sun" do álbum Pop) – 4:16
2. "All I Want Is You" (do álbum Rattle and Hum) – 4:50
3. "Where the Streets Have No Name" (do álbum The Joshua Tree) – 5:40
4. "Pride (In the Name of Love)" (do álbum The Unforgettable Fire) – 4:58
5. "Bullet the Blue Sky" (do álbum The Joshua Tree) – 6:59
6. "With or Without You" (do álbum The Joshua Tree) – 6:23
7. "One" (do álbum Achtung Baby) – 5:08
8. "Walk On" (do álbum All That You Can't Leave Behind) – 6:21
9. "Mysterious Ways" (do álbum Achtung Baby) – 6:29

## Pessoal
| U2 - Bono – vocal - The Edge – guitarra, teclados - Adam Clayton – baixo - Larry Mullen Jr. – bateria Documentário - Produtor – James Morris - Diretor – Barry Devlin - Escrita – Barry Devlin - Câmera – Declan Quinn - Som – Jackie Crawford - Assistência de câmera – John O'Donnell - Editor – Finola Vereker - Influências – Bill Felton | Técnica - Arte da capa – Shaughn McGrath - Produtor musical – Ned O'Hanlon - Direção do concerto – Hamish Hamilton - Produtor executivo – Paul McGuiness - Diretor de criação – Maurice Linnane - Edição de concerto – Brian McCue - Diretor de unidade – Enda Hughes - Fotografia – Willie Williams - Promotor – Denis Desmond - Engenharia, engenharia adicional, edição e mixagem – Richard Rainey, Carl Glanville - Masterização de áudio – Peter Cobbin e Richard Lancaster |